# Spalerosophis dolichospilus
Spalerosophis dolichospilus là một loài rắn trong họ Rắn nước. Loài này được Werner mô tả khoa học đầu tiên năm 1923.